# Maine Eastern Railroad

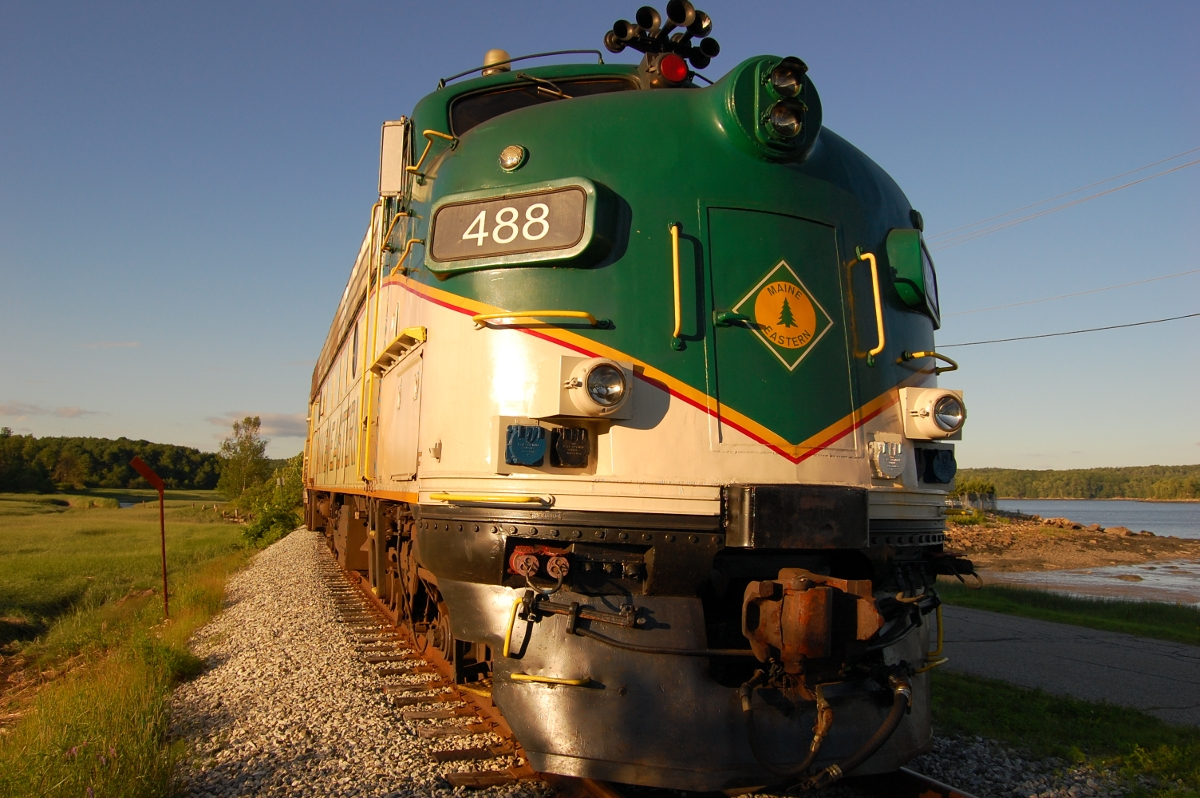
MERR-Diesellok Nr. 488, Typ EMD FL9

Die Maine Eastern Railroad (MERR) war eine lokale Eisenbahngesellschaft in Maine (Vereinigte Staaten) mit Hauptsitz in Rockland. Die Gesellschaft betrieb Güterverkehr sowie im Sommer Personenverkehr auf der Bahnstrecke Brunswick–Rockland (92 km). Außerdem befuhr die Gesellschaft die Bahnstrecke Brunswick–East Augusta (54 km), auf der jedoch nur Güterverkehr stattfindet. Die Gleisanlagen gehören dem Staat Maine und wurden durch die Maine Eastern gepachtet. In Brunswick und East Augusta besteht Anschluss an das Gleisnetz der Pan Am Railways.
Die Gesellschaft wurde am 1. November 2003 als Tochtergesellschaft des in New Jersey ansässigen Bahnunternehmens Morristown and Erie Railway gegründet. Sie übernahm die Betriebsaufgaben, die die Maine Coast Railroad 2000 abgeben musste. Der planmäßige Personenverkehr zwischen Brunswick und Rockland fand nur mittwochs bis sonntags von Ende Mai bis Ende Oktober statt. Von Ende Mai bis Ende Juni verkehrten die Züge nur an Wochenenden. Mittwochs bis samstags fuhren pro Richtung zwei Züge, sonntags ein Zug je Richtung. Daneben verkehrten zu verschiedenen Anlässen Sonderzüge. Die Personenzuggarnitur war in Rockland stationiert.
Die Bahngesellschaft besaß sechs Diesellokomotiven: Von der Morristown&Erie übernahm sie zwei EMD FL9 (Nr. 488 und 489) und eine MLW C420 (Nr. 4223), von der Canadian National Railway die MLW M420W (Nr. 3573) sowie von Amtrak zwei EMD F40PH-2 (Nr. 256 und 291). Für den Personenzugdienst wurden meistens die Loks 488 und 489, in der Regel in Doppeltraktion, eingesetzt.
2015 verlor die Maine Eastern die Ausschreibung für den Güterverkehr zwischen Brunswick und Rockland, der ab Jahresanfang 2016 auf die Central Maine and Quebec Railway überging. Der saisonale Personenverkehr auf diesem Abschnitt wurde daher mit dem Ende der Fahrsaison 2015 eingestellt.